# Lötschenlücke
De Lötschenlücke is een zwaar vergletsjerde bergpas in de Berner Alpen, met een hoogte van ongeveer 3.151 m. De Lötschenlücke, gelegen tussen Mittaghorn en Anugrat in het noordwesten en Sattelhorn en Aletschhorn in het zuidoosten, is een drukbezochte overgang van het Lötschental naar de Konkordiaplatz op de Grote Aletschgletsjer. De pas vormt onderdeel van de route op de veelbezochte skitocht (Lötschentour) van boven op de Jungfraujoch naar Blatten. Ten westen van de pas stroomt de Langgletsjer vanaf de top van de pas het Lötschental in. Ten oosten van het zadel ligt de Grosse Aletschfirn, een van de grote zijgletsjers die de Aletschgletsjer voeden.
90 m boven de Lötschenlücke, op een voorgebergte van de Anugrat, ligt de Hollandiahütte (3.238 m), een hoogalpiene basis van de SAC voor bergbeklimmers en toerskiërs.